# Августа Магдалена фон Хесен-Дармщат
Августа Магдалена фон Хесен-Дармщат (на немски: Auguste Magdalene von Hessen-Darmstadt; * 6 март 1657, Дармщат; † 1 септември 1674. Дармщат) е принцеса от Хесен-Дармщат и поетеса.

## Биография
Тя е дъщеря на ландграф Лудвиг VI фон Хесен-Дармщат (1630 – 1678) и първата му съпруга Мария Елизабет фон Шлезвиг-Холщайн-Готорп (1634 – 1665).
Както баща си и сестра си Магдалена Сибила тя е писателка. Издава псалмите на Давид на немски език и пише стихосбирката Die Thür zur deutschen Poesie.
Умира на 17 години и е погребана в градската църква в Дармщат.